# زياد ماجد
زياد ماجد (1970 -) هو كاتب وأستاذ جامعي فرنسي - لبناني ساهم في إعداد دراسات حول قضايا التحول الديمقراطي في لبنان وسوريا والعالم العربي مع تركيز خاص على الأنظمة الانتخابية والأحزاب السياسية ومشاركة المرأة في الشأن العام. وقد نشر المعهد الدولي للديمقراطية والمساعدة الانتخابية في ستوكهولم عدداً من هذه الدراسات.

## مسيرته
بعد عمله لعشر سنوات في الصليب الأحمر وفي المركز اللبناني للدراسات، شارك ماجد في العام 2004 مع عدد من السياسيين والطلاب والمثقفين في تأسيس حركة اليسار الديمقراطي، وهي الحركة التي شارك في تأسيسها أيضاً المؤرخ والصحافي سمير قصير، والروائي الياس خوري والتي كان لها دور هام عام 2005 في إطلاق «انتفاضة الاستقلال» في بيروت ضد هيمنة النظام السوري وضد الاغتيالات السياسية، التي ذهب ضحيّتها قصير نفسه.
في العام 2006 صدر له عن دار النهار كتاب عنوانه «ربيع بيروت والدولة الناقصة»، ويتضمن نصوصاً في السياسة اللبنانية وأزماتها.
وفي العام 2007، ساهم ماجد في تأسيس الشبكة العربية لدراسة الديمقراطية وهي هيئة غير حكومية تضم أكاديميين وناشطين من المجتمع المدني من أكثر من بلد عربي (المغرب والجزائر وتونس ومصر والأردن ولبنان واليمن والبحرين).
ينشر ماجد منذ العام 1995 مقالات وافتتاحيات أسبوعية في صحف ودوريات عربية وفرنسية وأوروبية تتناول قضايا مرتبطة بالعالم العربي والعلاقات الدولية.
في العام 2014، صدر له كتاب بعنوان «سوريا، الثورة اليتيمة» بالعربية عن دار «شرق الكتاب» (بيروت) وبالفرنسية عن دار «آكت سود» (باريس). يتناول الكتاب الصراع الدائر في سوريا بخلفيّاته ومراحله المختلفة، منذ انطلاق الثورة العام 2011، ويحلّل العلاقات الإقليمية والدولية ارتباطاً بهذا الصراع.
في العام 2017، نشر دراسة بالانكليزية عن سياسة إيران الخارجية وعن جبهاتها العربية الأربع. صدرت الدراسة في عن "معهد دراسات التاريخ الاجتماعي" (أمستردام).
في العام 2018 صدر له في باريس بالتعاون مع فاروق مردم بك وصبحي حديدي كتاب بالفرنسية عنوانه «في رأس بشار الأسد» (عن دار «آكت سود»). يشرّح الكتاب آليات السلطة في سوريا وعنفها ودعايتها السياسية وتحالفاتها الداخلية والخارجية.
وبين العامين 2019 و2024، نشر العديد من الأبحاث والمقالات في "مركز الجزيرة للدراسات" وفي "مجلة الدراسات الفلسطينية" وشارك في إعداد عدة مؤلّفات جماعية حول سوريا والثورات والثورات المضادة في المنطقة العربية.
ينشر زياد ماجد معظم مقالاته بالعربية وبالفرنسية والانكليزية على مدوّنتين، تتضمّنان أيضاً مقابلات وحوارات يشارك فيها. ولديه مدّونة حول كرة القدم.